# 조해현
조해현(曺海鉉, 1960년 ~ )은 대전고등법원장에 재직 중인 법조인이다.

## 생애
1960년 대구광역시에서 태어나 경북고등학교와 서울대학교 법과대학을 졸업하고 제24회 사법시험에 합격해 사법연수원 14기를 수료하고 1988년에 서울지방법원 남부지원 판사에 임용되어 서울민사지방법원, 대구지방법원 상주지원, 대구지방법원, 대구고등법원, 서울고등법원 판사를 거쳐 1998년에 대법원 재판연구관을 지내다가 2001년에 수원지방법원 부장판사가 되었다. 이후 서울행정법원, 부산고등법원, 인천지방법원, 서울고등법원에서 부장판사로 재판장을 하였으며 2014년 2월 법원 정기인사에서 대구지방법원장으로 승진해 제21대 대구광역시선거관리위원회 위원장과 겸직하였다. 2년동안 법원장을 하다가 2016년 2월에 서울고등법원에서 다시 재판을 하였으나 2018년 2월에 대전고등법원장에 임명되었다.
대법원 행정조 조장 재판연구관을 역임하고 행정소송법 개정에 참여하여 법원 내에서 대표적인 행정법 전문가이며  서울행정법원 부장판사로 재직할 때 기간을 정한 근로계약서를 작성했더라도 계약기간을 정한 것이 형식에 불과하다면 갱신계약 체결 거부는 무효라는 판결했고 쌍용차 해고노동자 해고무효확인소송 항소심에서 "쌍용차 정리해고의 출발점이 된 회계법인의 감사보고서 내용 중 유형자산의 손실액이 과다 계상됐고, 회사가 해고를 회피하기 위해 가능한 모든 노력을 다했다고 보기 어렵다"며 원심을 깨고 원고 승소 판결을 하면서  "이 재판이 우리 각자가 해야 할 몫이 무엇인지 성찰하는 마지막 인내의 시간이 될 것이다. 그 시간이 길지 않기를 바란다"는 말을 했다. 이 판결이 있은 직후 법조인들로부터 감동적이고 정의로운 판결이라는 찬사를 받았지만 대법원 3부(주심 박보영 대법관)가 상고심에서 "해고는 유효하다"는 취지로 파기환송하여 민주사회를 위한 변호사 모임에 의해 2014년 걸림돌 판결에 선정되면서 상대적으로 조해현 재판장의 판결이 돋보이게 됐다.
서울고등법원에서 재직하던 2010년 8월 26일에 남북공동선언실천연대를 주도적으로 결성하고 한국민권연구소 소장으로 기관지 ‘정세동향’ 등을 통해 북한 주장에 동조하는 이적 문건을 작성해 전파하여 기소된 김승교 남북공동선언실천연대 상임대표에게 "천안함 사건 등 북한이 막강한 군사력으로 우리와 대처하면서 대한민국의 존립 등에 명백한 위협을 가하고 있는 상황에서 김 대표 등의 행위는 체제를 위협하고 국론의 분열과 사회 혼란을 초래할 위험성이 커서 그 죄질 및 범정이 가볍하고 할 수 없다"며 원심과 같이 징역2년에 집행유예 4년, 자격정지 2년을 선고했고 2011년 6월 19일에는 납북어부 간첩 사건으로 기소됐다가 재판중 사망한 강경하의 재심 사건에서  "형사소송법 420조에서 재심 대상을 유죄 확정 판결로 규정하는 이유는 통상적인 불복절차를 통해서는 더 이상 다툴 수 없다는 점에 근거할 뿐"이라며 "피고인의 사망으로 공소기각 결정된 사건도 무고할 수 있는 시민의 법적 구제수단인 재심이 허용된다"고 하면서 무죄를 선고했다. 2017년 2월 2일 당내 경선에서 자신에게 유리한 허위사실을 문자메시지로 발송한 혐의에 대해 불기소처분하자 춘천시 선거관리위원회와 더불어민주당에 의해 재정신청된 김진태 의원에 대해 공소제기를 결정하자 김진태 의원으로부터 "담당 법관이 좌성향 우리법연구회 출신이라 설마했는데 역시나"라는 평가를 받았다. 2007년 6월 제주도에 면역세포 치료제 개발ㆍ시술을 할 수 있는 일본계 영리 의료법인 설립 및 부대사업 인허가와 관련해 공무원에게 청탁해주는 대가로 업체로부터 3억원을 받아 특정범죄가중처벌법상 알선수재 혐의로 1심에서 징역1년6월에 추징금 3억원이 선고된 김재윤 의원에 대해  "관련자 진술과 당시 상황 등을 종합해보면 영리 의료법인을 설립할 수 있도록 도와달라는 청탁이 있었던 사실은 인정되지만 그 대가로 3억원을 받았다는 사실에 대해 충분한 입증이 이뤄지지 않았다"며  "이율이나 변제 기한이 정해지지 않은 점 등 의심스러운 정황이 있지만 공개적인 자리에서 차용증과 영수증까지 작성된 점, 쉽게 자금 추적이 가능한 수표를 받은 점 등으로 미뤄 김 의원의 주장대로 차용금일 가능성을 배제하기 어렵다"고 하면서 원심을 깨고 무죄를 선고했다.
서울지방변호사회가 실시한 2011년 법관에 대한 평가에서 우수 법관 상위 10명에 선정되었다.